# Gle Goh Leumo
Gle Goh Leumo är ett berg i Indonesien.   Det ligger i provinsen Aceh, i den västra delen av landet, 1 800 km nordväst om huvudstaden Jakarta. Toppen på Gle Goh Leumo är 812 meter över havet, eller 242 meter över den omgivande terrängen. Bredden vid basen är 3,8 km.
Terrängen runt Gle Goh Leumo är huvudsakligen kuperad. Runt Gle Goh Leumo är det glesbefolkat, med 11 invånare per kvadratkilometer. I omgivningarna runt Gle Goh Leumo växer i huvudsak städsegrön lövskog.